# Saint-Julien-d'Oddes
Pour les articles homonymes, voir Saint-Julien.
Saint-Julien-d'Oddes est une commune française située dans le département de la Loire en région Auvergne-Rhône-Alpes.

## Géographie

### Climat
Pour des articles plus généraux, voir Climat d'Auvergne-Rhône-Alpes et Climat de la Loire.
En 2010, le climat de la commune est de type climat océanique dégradé des plaines du Centre et du Nord, selon une étude du Centre national de la recherche scientifique s'appuyant sur une série de données couvrant la période 1971-2000. En 2020, Météo-France publie une typologie des climats de la France métropolitaine dans laquelle la commune est exposée à un climat de montagne ou de marges de montagne et est dans la région climatique Nord-est du Massif Central, caractérisée par une pluviométrie annuelle de 800 à 1 200 mm, bien répartie dans l’année.
Pour la période 1971-2000, la température annuelle moyenne est de 10,4 °C, avec une amplitude thermique annuelle de 16,3 °C. Le cumul annuel moyen de précipitations est de 789 mm, avec 9,5 jours de précipitations en janvier et 7,1 jours en juillet. Pour la période 1991-2020, la température moyenne annuelle observée sur la station météorologique de Météo-France la plus proche, « Boën-sur-Lignon », sur la commune de Boën-sur-Lignon à 11 km à vol d'oiseau, est de 11,8 °C et le cumul annuel moyen de précipitations est de 629,5 mm,. Pour l'avenir, les paramètres climatiques de la commune estimés pour 2050 selon différents scénarios d'émission de gaz à effet de serre sont consultables sur un site dédié publié par Météo-France en novembre 2022.

## Urbanisme

### Typologie
Au 1er janvier 2024, Saint-Julien-d'Oddes est catégorisée commune rurale à habitat dispersé, selon la nouvelle grille communale de densité à sept niveaux définie par l'Insee en 2022.
Elle est située hors unité urbaine et hors attraction des villes,.

### Occupation des sols
L'occupation des sols de la commune, telle qu'elle ressort de la base de données européenne d’occupation biophysique des sols Corine Land Cover (CLC), est marquée par l'importance des territoires agricoles (92,4 % en 2018), une proportion identique à celle de 1990 (92,4 %). La répartition détaillée en 2018 est la suivante : 
zones agricoles hétérogènes (47,7 %), prairies (36 %), terres arables (8,8 %), forêts (7,6 %). L'évolution de l’occupation des sols de la commune et de ses infrastructures peut être observée sur les différentes représentations cartographiques du territoire : la carte de Cassini (XVIIIe siècle), la carte d'état-major (1820-1866) et les cartes ou photos aériennes de l'IGN pour la période actuelle (1950 à aujourd'hui).

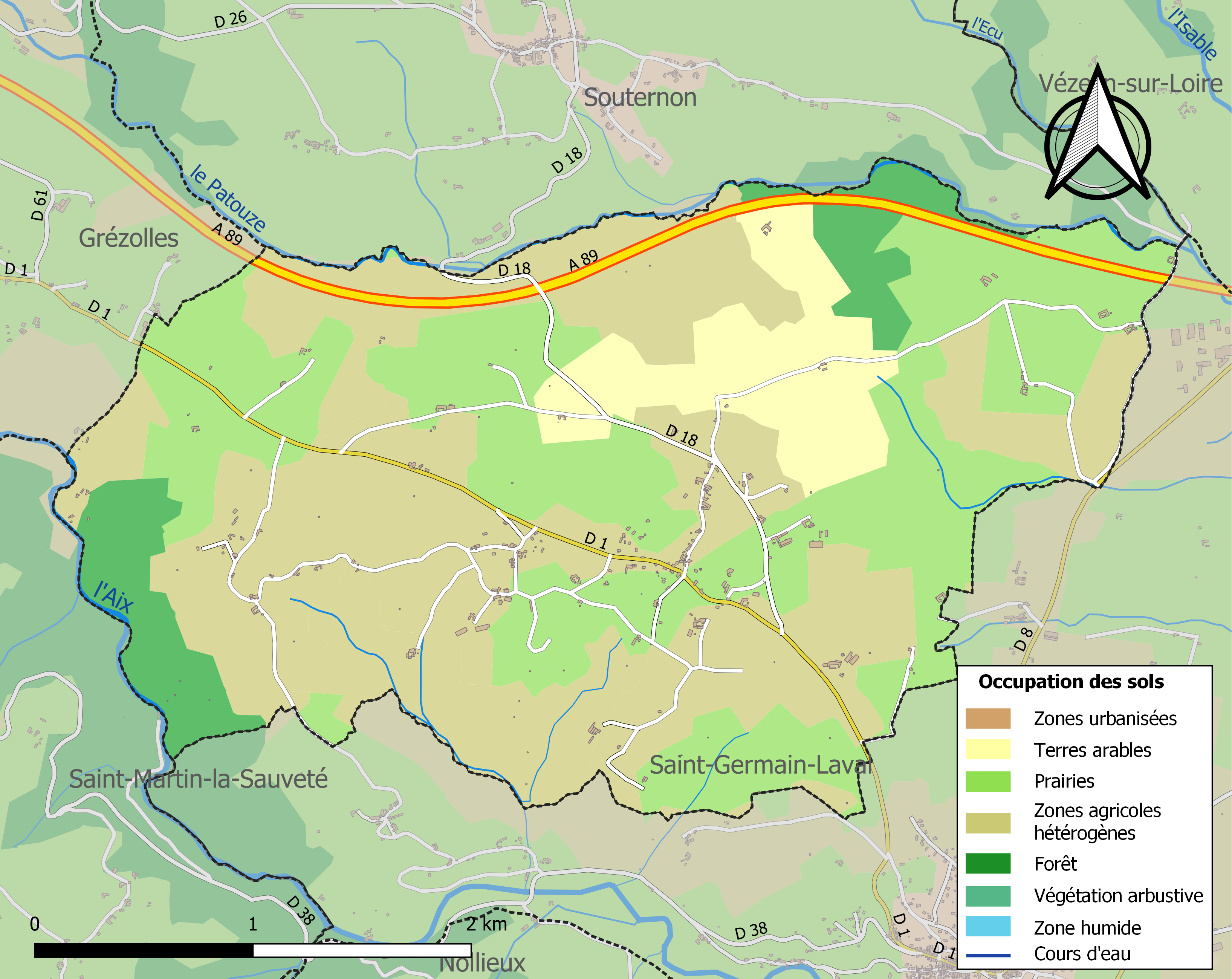
Carte des infrastructures et de l'occupation des sols de la commune en 2018 (CLC).

## Politique et administration
| Période                                  | Période  | Identité        | Étiquette | Qualité |
| ---------------------------------------- | -------- | --------------- | --------- | ------- |
| Les données manquantes sont à compléter. |          |                 |           |         |
|                                          |          | Jean Portailler |           |         |
|                                          |          | Marius Garret   |           |         |
|                                          |          | François Bray   |           |         |
| 1953                                     | 1995     | Jean Garret     |           |         |
| 1996                                     | 2007     | Charles Mouty   |           |         |
| 2008                                     | En cours | Christian Bray  |           |         |

## Démographie
L'évolution du nombre d'habitants est connue à travers les recensements de la population effectués dans la commune depuis 1793. Pour les communes de moins de 10 000 habitants, une enquête de recensement portant sur toute la population est réalisée tous les cinq ans, les populations de référence des années intermédiaires étant quant à elles estimées par interpolation ou extrapolation. Pour la commune, le premier recensement exhaustif entrant dans le cadre du nouveau dispositif a été réalisé en 2005.

En 2022, la commune comptait 297 habitants, en évolution de +10,41 % par rapport à 2016 (Loire : +1,32 %, France hors Mayotte : +2,11 %).
| 1793 | 1800 | 1806 | 1821 | 1831 | 1836 | 1841 | 1846 | 1851 |
| ---- | ---- | ---- | ---- | ---- | ---- | ---- | ---- | ---- |
| 460  | 389  | 569  | 394  | 370  | 380  | 376  | 424  | 389  |

| 1856 | 1861 | 1866 | 1872 | 1876 | 1881 | 1886 | 1891 | 1896 |
| ---- | ---- | ---- | ---- | ---- | ---- | ---- | ---- | ---- |
| 385  | 390  | 389  | 395  | 396  | 390  | 397  | 395  | 438  |

| 1901 | 1906 | 1911 | 1921 | 1926 | 1931 | 1936 | 1946 | 1954 |
| ---- | ---- | ---- | ---- | ---- | ---- | ---- | ---- | ---- |
| 403  | 377  | 351  | 307  | 336  | 335  | 310  | 284  | 251  |

| 1962 | 1968 | 1975 | 1982 | 1990 | 1999 | 2005 | 2006 | 2010 |
| ---- | ---- | ---- | ---- | ---- | ---- | ---- | ---- | ---- |
| 262  | 275  | 217  | 248  | 252  | 258  | 248  | 251  | 270  |

| 2015 | 2020 | 2022 | - | - | - | - | - | - |
| ---- | ---- | ---- | - | - | - | - | - | - |
| 267  | 288  | 297  | - | - | - | - | - | - |

## Lieux et monuments
- Église Saint-Julien de Saint-Julien-d'Oddes.

## Urbanisme 2

### Typologie 2
Saint-Julien-d'Oddes est une commune rurale, car elle fait partie des communes peu ou très peu denses, au sens de la grille communale de densité de l'Insee.
La commune est en outre hors attraction des villes,.

### Occupation des sols 2
L'occupation des sols de la commune, telle qu'elle ressort de la base de données européenne d’occupation biophysique des sols Corine Land Cover (CLC), est marquée par l'importance des territoires agricoles (92,4 % en 2018), une proportion identique à celle de 1990 (92,4 %). La répartition détaillée en 2018 est la suivante : 
zones agricoles hétérogènes (47,7 %), prairies (36 %), terres arables (8,8 %), forêts (7,6 %).
L'IGN met par ailleurs à disposition un outil en ligne permettant de comparer l’évolution dans le temps de l’occupation des sols de la commune (ou de territoires à des échelles différentes). Plusieurs époques sont accessibles sous forme de cartes ou photos aériennes : la carte de Cassini (XVIIIe siècle), la carte d'état-major (1820-1866) et la période actuelle (1950 à aujourd'hui).
-->

## Histoire
(février 2017).
- Si vous ne connaissez pas le sujet, laissez ce bandeau (vous pouvez alors contacter les auteurs).
- Si vous supprimez le contenu mis en cause (vous pouvez préalablement contacter les auteurs),

argumentez précisément cette suppression dans la page de discussion
(un manque de référence n'est pas un argument ; une recherche réelle de référence doit avoir été effectuée, être formellement documentée).
Ce qui sera Saint-Julien-d’Oddes s’est formé sur d’anciens fiefs gallo-romains établis le long de la Grande Vicharra, chemin entre Pinay et Grézolles desservant des mines de plomb. On y trouve Beaudinat, Oddes, Serchant et Chavagneux.
L’esprit religieux s’y manifeste dans le culte de la nature : culte des sources aux fonds bénites, temple à la déesse fortune, dent à la vertu antirabique à Fumerle et aussi un curieux mégalithe, dit « pierre chantre » qui ne sera pas conservé. À la christianisation ces lieux ont été dédiés à d’autres saints, dont Saint Michel.
Ce n’est qu’au XIIIe siècle que sera fondée la paroisse sous le vocable de Julien, martyr du pays très populaire, mort décapité à Brioude. En 1326 elle dépend des chanoines de Saint-Jean de Lyon et on lui adjoint le nom du plus grand de ses fiefs « Oddes » : Saint-Julien-d’Oddes est né !
Au XIVe siècle on construira son église : un petit chœur à chevet plat avec deux petites chapelles dédiées à Saint Michel archange et à Sainte Marguerite. On s’y tient debout. La population se rassemble à l’extérieur pour débattre et élire ses consuls chargés de régler les litiges et de répartir les impôts. On y institue des confréries, celle des morts pour l’entretien du cimetière et celle du Saint Esprit pour venir en aide aux pauvres et aux mendiants.
La population grandit vite et en 1561 on doit construire une seconde travée de style roman et une tribune appelée pouty qui sera démolie par le curé Durand au XVIIIe siècle, à la suite d'un scandale fait par des jeunes enivrés venus chanter les vêpres lors de la fête patronale.
Au XVIIe siècle un généreux donateur, le jésuite François d'Aix de La Chaise, confesseur de Louis XIV, permet d’ériger un magnifique retable en bois doré avec statues des saints, un tableau représentant l’Ascension et une petite cloche. Enfin un legs du curé Breuil permet la construction d’une troisième travée en 1876 et un projet de flèche sur le clocher qui, à cause de la Révolution ne fut pas achevée. Le curé Beauvoir au XIXe siècle fit remplacer l’autel de bois par un autre en marbre blanc sculpté.
Il est difficile de suivre l’évolution de la population qui fut plus nombreuse que de nos jours : la peste de 1347 fut si mortelle que le curé ne put abonder au secours laissant le hameau de Marcilleux aux soins des prêtres de Saint-Germain-Laval qui, alors, l’ont récupéré.
La grande peste de 1628 lui fit perdre la moitié de sa population, puis la famine de 1694, durant laquelle on mangea des fougères, la misère qui suivit l’épopée napoléonienne et les guerres du siècle dernier réduisent sa population à 280 habitants, ruraux en grande majorité avec deux artisans : un maçon et un menuisier. Cependant ces dernières années virent le nombre des fermes se réduire de 40 à 11 et le départ des jeunes pour un travail extérieur tandis que de nouveaux habitants aimant la campagne venaient s’y installer.
Quant à son église, qui a su résister à la fermeture après la Révolution grâce au cardinal Joseph Fesch, oncle de Napoléon Bonaparte, elle a perdu son curé attitré en 1936 et son autel est déserté par les prêtres depuis 2000. Son illumination nocturne donne encore le change malgré sa toiture malmenée par la tempête qui protège encore un vrai trésor cultuel et ses saints dans le froid qui témoignent toujours d’un esprit religieux qui se manifeste parfois.
-->